# Maisoncelle-Saint-Pierre
Maisoncelle-Saint-Pierre ist eine französische Gemeinde mit 178 Einwohnern (Stand 1. Januar 2022) im Département Oise in der Region Hauts-de-France. Die Gemeinde liegt im Arrondissement Beauvais und ist Teil der Communauté d’agglomération du Beauvaisis und des Kantons Mouy.

## Geographie
Die Gemeinde liegt an einem Teilstück der historischen Chaussée Brunehaut rund zwölf Kilometer nördlich von Beauvais.

## Geschichte
Die Gemeinde unterstand zunächst der Abtei Saint-Lucien (Beauvais), gelangte aber später an die Pfarrei von Guignecourt, die dem Domkapitel von Saint-Pierre in Beauvais unterstand.

## Einwohner
| 1962 | 1968 | 1975 | 1982 | 1990 | 1999 | 2006 | 2011 |
| ---- | ---- | ---- | ---- | ---- | ---- | ---- | ---- |
| 134  | 125  | 122  | 141  | 143  | 141  | 154  | 157  |

## Verwaltung
Bürgermeister (maire) ist seit 2014 Noël Verschaeve.

## Sehenswürdigkeiten

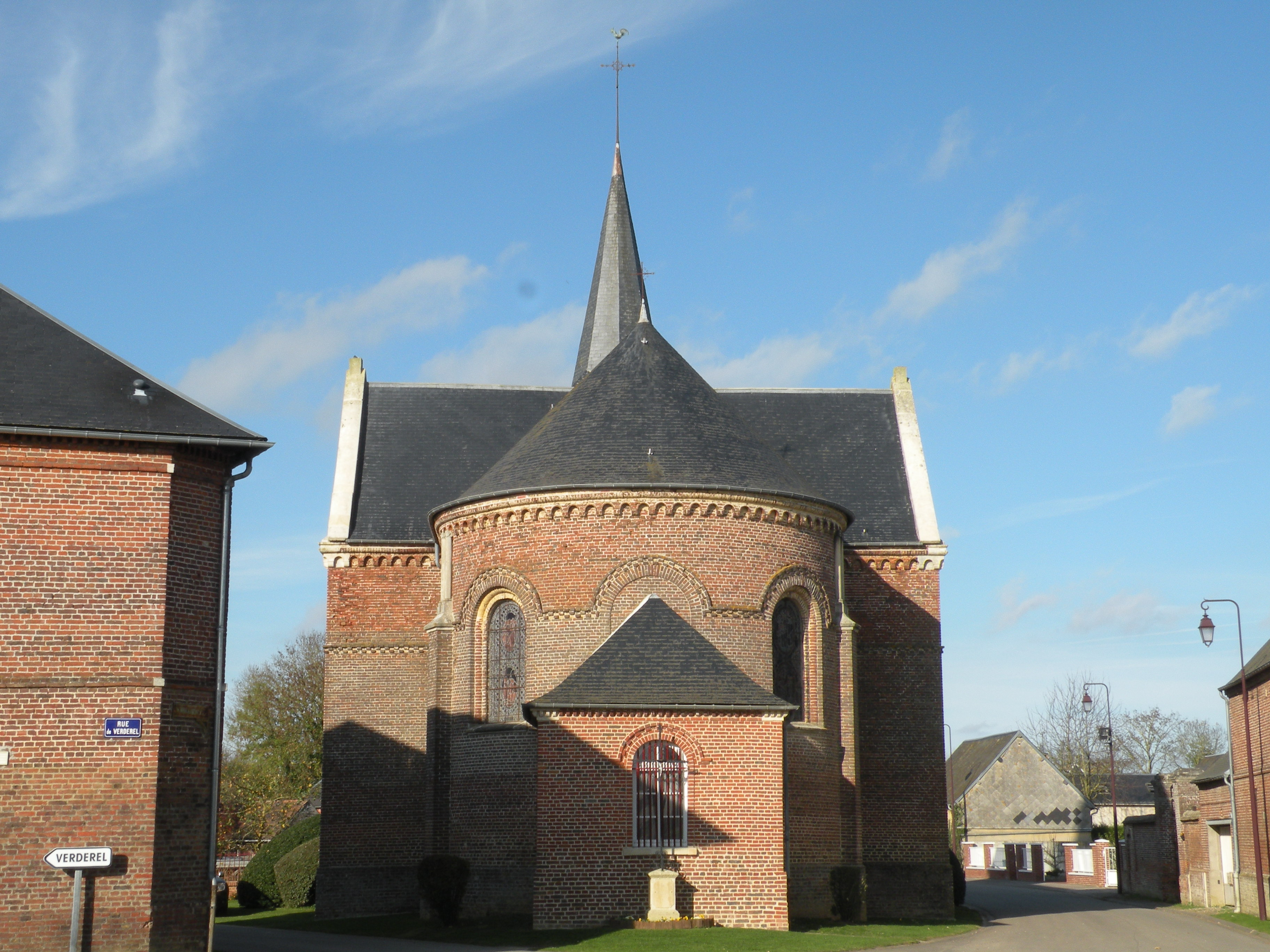
Kirche Saint-Prix

- Kirche Saint-Prix[1]